# キャリー・C・ホワイト
キャリー・C・ホワイト（Carrie C. White、1874年11月18日 - 1991年2月14日）(旧姓ジョイナー)は、長寿世界一としてギネスブックに認定されていたアメリカ・フロリダ州の女性。しかし年齢には異論があり、2012年9月、ギネスブックはホワイトの世界最高齢の認定を取り消している。死去当時、女性では世界における歴代最高齢、全体でも泉重千代に次ぐ歴代2番目の長寿者とされたが、その記録は3か月年下のジャンヌ・カルマンによってすぐに破られたとされた。116歳88日まで生存したとされたが、実際の生年は1888年8月とする説も存在する。この場合は生存年数は102歳と6ヶ月となり、現在ではフローレンス・ナップの次代の世界最高齢者はホワイトではなく、フランスのジャンヌ・カルマンであったとされている。